# Towarzystwo Przyjaciół Dolnej Wisły
Towarzystwo Przyjaciół Dolnej Wisły – zostało założone jesienią 1997 r.; liczy około 50 członków. Siedzibą TPDW jest obecnie Stary Młyn z 1888 r. w Grucznie, w którym utworzono muzeum; obok znajduje się miniskansen uli.
TPDW powstało w celu promowania walorów przyrodniczych, historycznych i kulturowych Doliny Dolnej Wisły. TPDW ściśle współpracuje z Zespołem Parków Krajobrazowych Chełmińskiego i Nadwiślańskiego co owocuje realizacją wielu projektów, takich jak:
- ochrona zagrożonych gatunków,
- ochrona in situ i ex situ starych odmian drzew owocowych,
- promocja i przywracanie produkcji tradycyjnych powideł śliwkowych z Doliny Dolnej Wisły,
- ochrona roślinności ciepłolubnej (kserotermicznej) w rezerwatach przyrody realizowana przez wypas owiec wrzosówek,
- oznakowanie i promocja  czarnego szlaku rowerowego po Dolinie Dolnej Wisły: Cierpice – Solec Kujawski – Bydgoszcz – Świecie – Nowe – Gniew – Tczew – Kwidzyn – Grudziądz – Chełmno – Ostromecko – Zamek Bierzgłowski (447 km),
- opracowanie koncepcji Wiślanej Trasy Rowerowej na odcinku Gdańsk – Toruń,
- przywracanie uprawy dawnych gatunków zbóż,
- ochrona puli genowej naturalnej populacji cisa we wschodniej części Borów Tucholskich,
- organizacja Festiwalu Smaku, Święta Miodu i Turnieju Nalewek przy Starym Młynie w Grucznie.

## Prezesi Zarządu
- Małgorzata Figas – 1998–2002
- Sabina Janiszewska – 2002–2006–2010
- Włodzimierz Daron / Sylwia Kuklińska – 2010–2014
- Sylwia Kuklińska – 2014–2018